# Eric Brewer
Eric Peter Brewer (* 17. April 1979 in Vernon, British Columbia) ist ein ehemaliger kanadischer Eishockeyspieler. Insgesamt absolvierte der Verteidiger über 1000 Spiele für die New York Islanders, Edmonton Oilers, St. Louis Blues, Tampa Bay Lightning, Anaheim Ducks und Toronto Maple Leafs in der National Hockey League. Mit der kanadischen Nationalmannschaft wurde er dreimal Weltmeister und gewann bei den Olympischen Winterspielen 2002 die Goldmedaille.

## Karriere

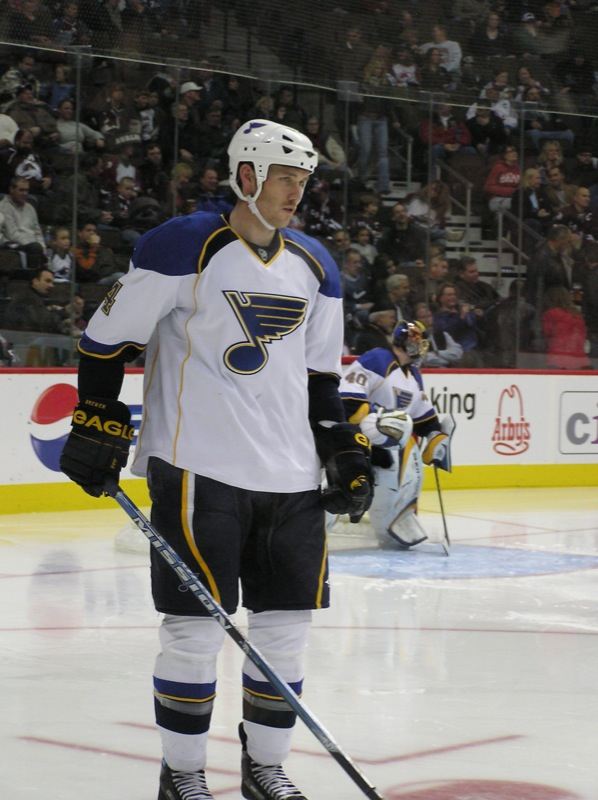
Brewer im Trikot der St. Louis Blues

Der 1,93 m große Verteidiger spielte zunächst für die Kamloops Chiefs in einer unterklassigen Juniorenliga, bevor er ab der Saison 1995/96 für die Prince George Cougars in der kanadischen Top-Juniorenliga Western Hockey League aufs Eis ging. Während dieser Zeit wurde er beim NHL Entry Draft 1997 als Fünfter in der ersten Runde von den New York Islanders ausgewählt.
In der Saison 1998/99 absolvierte der Linksschütze seine ersten 63 NHL-Spiele für die Islanders, doch schon in der folgenden Spielzeit kam er nur noch teilweise in der NHL zum Einsatz, die restliche Zeit verbrachte Brewer bei den Lowell Lock Monsters, einem Farmteam der Islanders in der American Hockey League. Zur Saison 2000/01 wurde der Kanadier zusammen mit Josh Green und einem Draftpick gegen Roman Hamrlík zu den Edmonton Oilers transferiert, für die er bis 2004 315 Spiele bestritt.
Ab der Spielzeit 2005/06 spielte Eric Brewer in St. Louis, sein erstes Tor für die Blues erzielte der Defensivspieler bei seinem Debüt am 5. Oktober 2005 gegen die Detroit Red Wings.
Nachdem der bisherige Mannschaftskapitän Dallas Drake im Sommer 2007 die Blues verlassen hatte, blieb der Posten vorerst vakant. Am 8. Februar 2008 wurde Brewer schließlich zum neuen Mannschaftskapitän der Blues ernannt. Im Februar 2011 gaben ihn die Blues in einem Transfergeschäft im Austausch für ein Drittrunden-Wahlrecht im NHL Entry Draft 2011 und die Rechte an Brock Beukeboom an die Tampa Bay Lightning ab.
Nach vier Saisons in Tampa verpflichteten ihn die Anaheim Ducks im November 2014. Im Gegenzug erhielten die Bolts ein Drittrunden-Wahlrecht für den NHL Entry Draft 2015. Bei den Ducks blieb Brewer allerdings nur wenige Monate, bis er im März 2015 samt einem Fünftrunden-Wahlrecht für den NHL Entry Draft 2016 an die Toronto Maple Leafs abgegeben wurde, die dafür Korbinian Holzer nach Anaheim transferierten. Im Trikot der Maple Leafs absolvierte er wenig später sein 1000. Spiel in der NHL. Nach der Saison 2014/15 wurde sein auslaufender Vertrag nicht verlängert, woraufhin Brewer seine aktive Karriere für beendet erklärte. Bereits während seines letzten Profijahres hatte er das Franchise der Prince George Cougars aus der WHL, deren Besitzer er seitdem ist.

### International

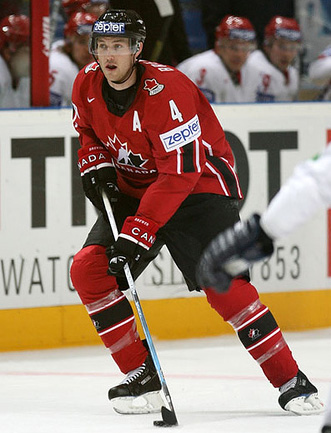
Brewer im Trikot der kanadischen Nationalmannschaft

Mit der kanadischen Eishockeynationalmannschaft gewann Brewer die Goldmedaille bei den Olympischen Winterspielen 2002 in Salt Lake City sowie den World Cup of Hockey 2004. Bei der Weltmeisterschaft 2001 wurde er mit dem Team Canada Fünfter, ein Jahr später Sechster. In den Jahren 2003, 2004 und 2007 gewann er mit der Nationalmannschaft jeweils den Weltmeisterschaftstitel.

## Erfolge und Auszeichnungen
- 1998 WHL West Second All-Star Team
- 2003 Teilnahme am NHL All-Star Game

### International
| - 2002 Goldmedaille bei den Olympischen Winterspielen - 2003 Goldmedaille bei der Weltmeisterschaft - 2004 Goldmedaille bei der Weltmeisterschaft | - 2004 Goldmedaille beim World Cup of Hockey - 2007 Goldmedaille bei der Weltmeisterschaft |

## Karrierestatistik

### International
Vertrat Kanada bei:
| - Junioren-Weltmeisterschaft 1998 - Weltmeisterschaft 2001 - Olympischen Winterspielen 2002 - Weltmeisterschaft 2002 | - Weltmeisterschaft 2003 - Weltmeisterschaft 2004 - World Cup of Hockey 2004 - Weltmeisterschaft 2007 |

(Legende zur Spielerstatistik: Sp oder GP = absolvierte Spiele; T oder G = erzielte Tore; V oder A = erzielte Assists; Pkt oder Pts = erzielte Scorerpunkte; SM oder PIM = erhaltene Strafminuten; +/− = Plus/Minus-Bilanz; PP = erzielte Überzahltore; SH = erzielte Unterzahltore; GW = erzielte Siegtore; 1 Play-downs/Relegation; Kursiv: Statistik nicht vollständig)